# Une rencontre pour la vie
Une rencontre pour la vie (A Storm in Summer) est un téléfilm dramatique américain diffusé en 2000 et réalisé par Robert Wise, mettant en vedette Peter Falk, Andrew McCarthy, Nastassja Kinski et Ruby Dee. Remake d'un téléfilm de Buzz Kulik réalisé en 1970 avec Peter Ustinov, également titré A Storm in Summer, c'est la dernière réalisation de Wise avant sa mort. Le scénario original de Rod Serling reste à la base de cette version.

## Fiche Technique
- Titre anglais : A Storm in Summer
- Scénario : Rod Serling
- Production : Renée Valente
- Production exécutive : Robert Halmi Jr.
- Musique : Cynthia Millar
- Photographie : Bert Dunk
- Montage : Jack Hofstra
- Durée : 94 min
- Pays :  États-Unis
- Langue : anglais
- Dates de première diffusion : Showtime, 27 février 2000 (États-Unis)

## Distribution
- Peter Falk : Abel Shaddick
- Andrew McCarthy : Stanley
- Nastassja Kinski : Gloria Ross
- Aaron Meeks : Herman D. Washington
- Ruby Dee : Grand-mère
- Gillian Barber : Mrs. Parker
- Lillian Carlson : Mrs. Gold
- Keith Martin Gordey : Cop
- Ingrid Torrance : Harriet
- Ty Olsson : Biker

## Récompenses
Rod Serling est honoré à titre posthume d'une nomination aux Emmy Awards et d'un Writers Guild Award pour son scénario. La productrice Renée Valente remporte quant à elle un Daytime Emmy en 2001 pour son travail sur le film.